# Cansosundet

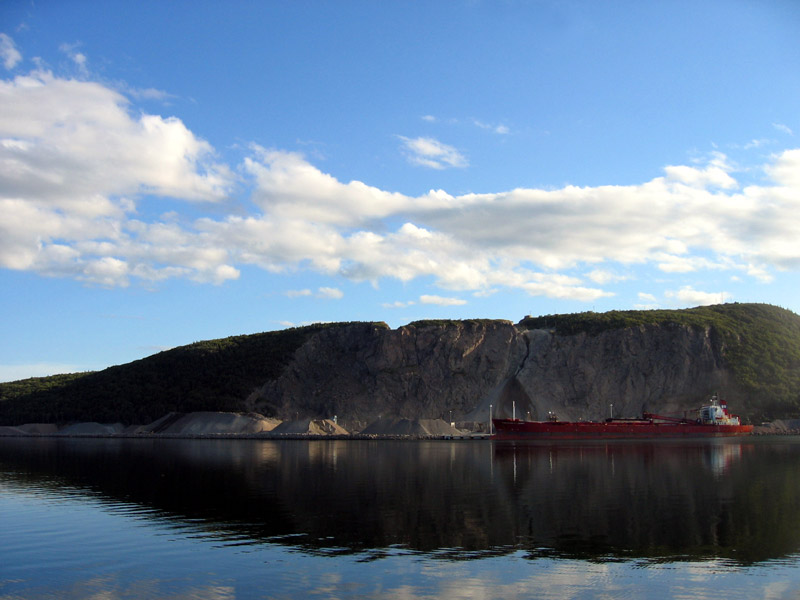
Oceangående fartyg i Cansosundet.

Cansosundet (engelska: Strait of Canso; gaeliska: Caolas Chanso) är ett sund som ligger i provinsen Nova Scotia, Kanada. Sundet delar Nova Scotiahalvön från Kap Bretonön.
Det är en lång smal kanal, cirka 27 kilometer lång, och i genomsnitt tre kilometer bred (en km som smalast). Sundet förbinder Chedabucto Bay vid Atlanten med St. George's Bay vid Northumberlandsundet, ett delavrinningsområde i Saint Lawrenceviken.
Sundet är extremt djup (mer än 60 meter) med två stora samhällen vid Port Hawkesbury på östra sidan mot Mulgrave på den västra sidan, båda hamnar. Sundet korsas av Canso Causeway för fordonstrafik och tågtrafik som öppnades 1955. Canso Canal tillåter fartyg att passera genom och som kan ta emot fartyg som kan transitera Saint Lawrenceleden.
En intressant grund av tidig bosättning i området ges i skrivelserna av den lokalt bosatte Henry Nicholas Paint (1830-1921), parlamentsledamot för Richmond County och köpman, vars far Nicholas säkrade värdefulla markbidrag och bosatte sig i ett stenhus vid Belle Vue 1817.